# 神戸市スポーツ協会
神戸市スポーツ協会（こうべしスポーツきょうかい）は、神戸市におけるスポーツに関する事業の実施及び支援、スポーツ功労者等の顕彰、社会教育施設の管理運営などの事業を行うことを目的として設立されている公益財団法人である。代表理事である会長は、國井総一郎（株式会社ノーリツ会長）であり、元陸上競技選手である小林祐梨子、競技団体の代表者などが理事に就任している。
神戸市立王子スポーツセンター、神戸市立ポートアイランドスポーツセンター、ワールド記念ホール、神戸市立中央体育館、神戸市生涯学習支援センター等の施設について、指定管理者制度に基づき管理・運営を行っている ほか、神戸レディースフットボールセンターの事業主体となっている。

## 歴史
- 1947年(昭和22年)10月　神戸市体育協会（任意団体）設立
- 1952年(昭和27年)6月　（神戸市学校給食協会（任意団体）設立）
- 1980年(昭和55年)12月　（神戸市学校給食協会が神戸市健康教育公社（任意団体）に名称変更）
- 1985年(昭和60年)6月　（神戸市健康教育公社が財団法人化され財団法人神戸市スポーツ教育公社となる）
- 1990年(平成2年)4月　財団法人化により財団法人神戸市体育協会となる
- 1998年(平成10年)10月　財団法人神戸市スポーツ教育公社を統合（同公社の事業移管を受け同公社は解散）
- 2012年(平成24年)4月　公益財団法人神戸市スポーツ教育協会に名称変更（公益財団法人化）
- 2018年(平成30年)9月　学校給食事業を一般財団法人神戸市学校給食会に移管
- 2019年(令和元年)7月　公益財団法人神戸市スポーツ協会に名称変更

## 加盟団体
- 神戸市陸上競技協会
- 神戸軟式野球協会
- 神戸市ソフトテニス連盟
- 神戸市水泳協会
- 神戸市剣道連盟
- 一般社団法人神戸市サッカー協会
- 神戸市テニス協会
- 神戸市体操協会
- 神戸市ハンドボール協会
- 神戸バレーボール協会
- 神戸市弓道協会
- 神戸柔道協会
- 神戸市相撲連盟
- 神戸市卓球協会
- 神戸市バスケットボール協会
- 神戸市バドミントン協会
- 神戸市ソフトボール協会
- 神戸市なぎなた協会
- 神戸市スキー協会
- 一般社団法人神戸市漕艇連盟
- 神戸市ラグビーフットボール協会
- 神戸市レスリング協会
- 神戸市アマチュアボクシング協会
- 兵庫県山岳連盟神戸支部
- 兵庫県野球連盟
- 神戸市ホッケー協会
- 神戸市クレー射撃協会
- 神戸市スケート協会
- 神戸市ボウリング協会
- 神戸市アーチェリー協会
- 神戸市少林寺拳法協会
- 神戸市空手道連盟
- 神戸市ウエイトリフティング協会
- 神戸市綱引連盟
- 神戸市ライフル射撃協会
- 神戸銃剣道連盟
- 神戸市アイスホッケー協会
- 神戸市バトン協会
- 兵庫県高等学校体育連盟神戸支部
- 神戸市中学校体育連盟
- 神戸市レクリエーション協会
- 神戸総合型地域スポーツクラブ全市連絡協議会
  - （神戸市レクリエーション協会の加盟団体）
  - 神戸市民山の会
  - 神戸フォークダンス協会
  - 神戸投輪連盟
  - 神戸レディース卓球連盟
  - 神戸市民ラジオ体操の会
  - 神戸民踊研究会
  - 神戸市生涯体育大学同窓会
  - 神戸市レクリエーション指導者クラブ
  - 神戸市グラウンド・ゴルフ協会
  - 神戸ウオーキング協会